# Flaciteu (rei dels rugis)
Flaciteu (? - 475) va ser el fundador del Regne dels Rugis.

## Biografia
Es coneix poc de Flaciteu, però se l'esmenta a l'obra Vita Sancti Severini de Eugipi. Després de la Batalla de Nedao l'any 454, els Rugis es van establir a la riba nord del Danubi. Durant la posterior ruptura de l'ordre romà arran de la caiguda de Roma a Nòric, els Rugis van aprofitar la situació per a consolidar el seu poder. Cap al 467, Flaciteu havia establert el Regne dels Rugis. Va tenir freqüents conflictes amb els Ostrogots i, encara que era un cristià arrià, era un estret confident de Severí de Nòric. Va morir al voltant de l'any 475, i va ser succeït pel seu fill Feleteu.